# Resolució 654 del Consell de Seguretat de les Nacions Unides
La Resolució 654 del Consell de Seguretat de les Nacions Unides, fou adoptada per unanimitat el 4 de maig de 1990, després de recordar resolucions 637 (1989), 644 (1989), 650 (1990) i 653 (1990), el Consell va aprovar un informe del Secretari General de les Nacions Unides i va decidir prorrogar el mandat del Grup d'Observadors de les Nacions Unides a Centreamèrica durant sis mesos més fins al 7 de novembre de 1990.
La decisió d'ampliar el mandat es va prendre a conseqüència del coneixement del Consell que el procés de desmobilització de la contra i altres resistències a Nicaragua seria completat abans del 10 de juny de 1990. La resolució també va assenyalar la necessitat de mantenir vigilants dels costos financers del Grup d'Observadors, atesa la major demanda de Forces de manteniment de la pau de les Nacions Unides.
El Consell va acollir amb satisfacció els esforços del secretari general per trobar una solució al conflicte a El Salvador pel que fa al Govern d'El Salvador i el Frente Farabundo Martí para la Liberación Nacional, i li va demanar que informés el 10 de juny de 1990 sobre la finalització del procés de desmobilització